# Grand Prix automobile de Monza 1933
Le Grand Prix automobile de Monza 1933 est un Grand Prix qui s'est tenu sur le circuit de Monza le 10 septembre 1933, immédiatement après le Grand Prix d'Italie.
Connu sous le nom de « Jour noir de Monza » (« Giornata nera di Monza ») ou « Dimanche noir de Monza » (« Domenica Nera »), la course reste tristement célèbre pour avoir été le théâtre des accidents mortels de trois pilotes parmi les plus célèbres de l'époque : Giuseppe Campari, Baconin Borzacchini et Stanisław Czaykowski. La course comporte d'abord trois manches préliminaires de quatorze tours dont les quatre meilleurs pilotes sont qualifiés pour la manche finale, elle aussi longue de quatorze tours (initialement prévue sur vingt-deux tours).
Les accidents de Campari et Borzacchini surviennent tous deux dans le premier tour de la deuxième manche préliminaire à haute vitesse dans le virage sud. La perte de contrôle de Borzacchini est en cause dans le carambolage. Celui de Czaykowski survient presque au même endroit. Cette fois, une flaque d'huile répandue sur la piste est en cause.
Au terme de la manche finale où seulement onze pilotes sont présents (trois seulement représentent la deuxième manche préliminaire), le Français Marcel Lehoux sur Bugatti Type 51 termine en vainqueur.

## Résultats de la première manche

### Grille de départ
| Pos. 1            | Pos. 2      | Pos. 3            | Pos. 4          | Pos. 5            | Pos. 6             | Pos. 7           | Pos. 8             |
| ----------------- | ----------- | ----------------- | --------------- | ----------------- | ------------------ | ---------------- | ------------------ |
| Trossi Duesenberg | Premoli PBM | Straight Maserati | Moll Alfa Romeo | Battilana Bugatti | Bonetto Alfa Romeo | Pages Alfa Romeo | Czaykowski Bugatti |

## Classement de la course
En gras, les pilotes qualifiés pour la manche finale.
| Pos. | no | Pilote               | Écurie                    | Châssis            | Tours | Temps/Abandon              | Grille |
| ---- | -- | -------------------- | ------------------------- | ------------------ | ----- | -------------------------- | ------ |
| 1    | 20 | Stanisław Czaykowski | Privé                     | Bugatti Type 54    | 14    | 20 min 49 s 2 (181,6 km/h) | 8      |
| 2    | 14 | Guy Moll             | Privé                     | Alfa Romeo Monza   | 14    | + 11 s 8                   | 4      |
| 3    | 18 | Felice Bonetto       | Privé                     | Alfa Romeo Monza   | 14    | + 14 s 8                   | 6      |
| 4    | 12 | Whitney Straight     | Privé                     | Maserati Tipo 26 M | 14    | + 15 s 4                   | 3      |
| 5    | 10 | Luigi Premoli        | Privé                     | PBM                | 14    | + 1 min 41 s 4             | 2      |
| 6    | 6  | Attilio Battilana    | Privé                     | Bugatti Type 35C   | 14    | 2 min 11 s 2               | 5      |
| Abd. | 4  | Carlo Felice Trossi  | Scuderia Ferrari          | Duesenberg         | 8     |                            | 1      |
| Abd. | 16 | Luigi Pages          | Privé                     | Alfa Romeo Monza   | 1     | + 13 tours                 | 7      |
| Np.  | 2  | Eugenio Siena        | Scuderia Ferrari          | Alfa Romeo Monza   |       | Participation annulée      |        |
| Np.  | 8  | Tazio Nuvolari       | Officine Alfieri Maserati | Maserati 8CM       |       | Participation annulée      |        |

## Résultats de la deuxième manche

### Grille de départ
| Pos. 1             | Pos. 2                | Pos. 3               | Pos. 4              | Pos. 5                 | Pos. 6                | Pos. 7                |
| ------------------ | --------------------- | -------------------- | ------------------- | ---------------------- | --------------------- | --------------------- |
| Campari Alfa Romeo | Balestrero Alfa Romeo | Borzacchini Maserati | Barbieri Alfa Romeo | Castelbarco Alfa Romeo | Hellé Nice Alfa Romeo | Pellegrini Alfa Romeo |

## Classement de la course
En gras, les pilotes qualifiés pour la manche finale.
| Pos. | no | Pilote              | Écurie                    | Châssis          | Tours | Temps/Abandon                                    | Grille |
| ---- | -- | ------------------- | ------------------------- | ---------------- | ----- | ------------------------------------------------ | ------ |
| 1    | 24 | Renato Balestrero   | Privé                     | Alfa Romeo Monza | 14    | 35 min 3 s 8 (169,0 km/h)                        | 2      |
| 2    | 38 | Carlo Pellegrini    | Privé                     | Alfa Romeo Monza | 14    | + 44 s 6                                         | 7      |
| 3    | 22 | Hellé Nice          | Privée                    | Alfa Romeo Monza | 14    | 3 min 35 s 6                                     | 6      |
| Abd. | 22 | Giuseppe Campari    | Scuderia Ferrari          | Alfa Romeo P3    | 0     | Accident mortel                                  | 1      |
| Abd. | 26 | Baconin Borzacchini | Officine Alfieri Maserati | Maserati 8C 3000 | 0     | Accident mortel                                  | 3      |
| Abd. | 32 | Carlo Castelbarco   | Privé                     | Alfa Romeo Monza | 0     | Accident                                         | 5      |
| Abd. | 28 | Ferdinando Barbieri | Privé                     | Alfa Romeo Monza | 0     | Retrait volontaire (sur le lieu de l'accrochage) | 4      |
| Np.  | 30 | Goffredo Zehender   | Privé                     | Maserati 8CM     |       | Participation annulée                            |        |
| Np.  | 36 | Charles Jellen      | Privé                     | Alfa Romeo Monza |       | Absent (course à Hohnstein)                      |        |
| Np.  | 40 | Jean Gaupillat      | Privé                     | Bugatti Type 51  |       | Problèmes mécaniques au GP d'Italie              |        |

- Légende: Abd.=Abandon ; Np.=Non partant

## Résultats de la Troisième manche

### Grille de départ
| Pos. 1            | Pos. 2       | Pos. 3                      | Pos. 4         | Pos. 5         |
| ----------------- | ------------ | --------------------------- | -------------- | -------------- |
| Ghersi Alfa Romeo | Biondetti MB | Cornaggia-Medici Alfa Romeo | Curzon Bugatti | Lehoux Bugatti |

## Classement de la course
En gras, les pilotes qualifiés pour la manche finale.
| Pos. | no | Pilote                    | Écurie | Châssis            | Tours | Temps/Abandon               | Grille |
| ---- | -- | ------------------------- | ------ | ------------------ | ----- | --------------------------- | ------ |
| 1    | 60 | Marcel Lehoux             | Privé  | Bugatti Type 51    | 14    | 21 min 50 s 2 (173,0 km/h)  | 5      |
| 2    | 48 | Pietro Ghersi             | Privé  | Alfa Romeo Monza   | 14    | + 18 s 8                    | 1      |
| 3    | 50 | Clemente Biondetti        | Privé  | MB Spéciale        | 14    | + 1 min 23 s 2              | 2      |
| 4    | 52 | Giovanni Cornaggia-Medici | Privé  | Alfa Romeo Monza   | 14    | + 1 min 58 s 6              | 3      |
| 5    | 58 | Francis Curzon            | Privé  | Bugatti Type 51    | 14    | + 1 min 59 s 2              | 4      |
| Np.  | 42 | Ippolito Berrone          | Privé  | Maserati 4CM       |       | Absent                      |        |
| Np.  | 44 | Giulio Aymini             | Privé  | Maserati Tipo 26 M |       | Absent                      |        |
| Np.  | 46 | Piero Taruffi             | Privé  | Maserati 8CM       |       | Absent                      |        |
| Np.  | 54 | Paul Pietsch              | Privé  | Alfa Romeo Monza   |       | Absent (course à Hohlstein) |        |

- Légende: Abd.=Abandon ; Np.=Non partant

## Résultats de la manche finale

### Grille de départ
| 1re ligne | Pos. 1            | Pos. 1            | Pos. 2          | Pos. 2          | Pos. 3             | Pos. 3             | Pos. 4             | Pos. 4                      | Pos. 5                      | Pos. 5                | Pos. 6                | Pos. 6                | Pos. 7                | Pos. 7                | Pos. 8            | Pos. 8            |
| --------- | ----------------- | ----------------- | --------------- | --------------- | ------------------ | ------------------ | ------------------ | --------------------------- | --------------------------- | --------------------- | --------------------- | --------------------- | --------------------- | --------------------- | ----------------- | ----------------- |
|           | Straight Maserati | Straight Maserati | Moll Alfa Romeo | Moll Alfa Romeo | Bonetto Alfa Romeo | Bonetto Alfa Romeo | Czaykowski Bugatti | Czaykowski Bugatti          | Balestrero Alfa Romeo       | Balestrero Alfa Romeo | Hellé Nice Alfa Romeo | Hellé Nice Alfa Romeo | Pellegrini Alfa Romeo | Pellegrini Alfa Romeo | Ghersi Alfa Romeo | Ghersi Alfa Romeo |
| 2e ligne  |                   |                   |                 |                 |                    | Pos. 9             | Pos. 9             | Pos. 10                     | Pos. 10                     | Pos. 11               | Pos. 11               |                       |                       |                       |                   |                   |
|           |                   |                   |                 |                 |                    | Biondetti MB       | Biondetti MB       | Cornaggia-Medici Alfa Romeo | Cornaggia-Medici Alfa Romeo | Lehoux Bugatti        | Lehoux Bugatti        |                       |                       |                       |                   |                   |

## Classement de la course
| Pos. | no | Pilote                    | Écurie | Châssis            | Tours | Temps/Abandon              | Grille |
| ---- | -- | ------------------------- | ------ | ------------------ | ----- | -------------------------- | ------ |
| 1    | 60 | Marcel Lehoux             | Privé  | Bugatti Type 51    | 14    | 21 min 17 s 0 (169,0 km/h) | 11     |
| 2    | 14 | Guy Moll                  | Privé  | Alfa Romeo Monza   | 14    | + 3 s 2                    | 2      |
| 3    | 18 | Felice Bonetto            | Privé  | Alfa Romeo Monza   | 14    | + 11 s 2                   | 3      |
| 4    | 12 | Whitney Straight          | Privé  | Maserati Tipo 26 M | 14    | + 11 s 8                   | 1      |
| 5    | 24 | Renato Balestrero         | Privé  | Alfa Romeo Monza   | 14    | + 1 min 7 s 0              | 5      |
| 6    | 50 | Clemente Biondetti        | Privé  | MB Spéciale        | 14    | + 1 min 52 s 4             | 9      |
| 7    | 48 | Pietro Ghersi             | Privé  | Alfa Romeo Monza   | 14    | + 2 min 35 s 8             | 8      |
| 8    | 52 | Giovanni Cornaggia-Medici | Privé  | Alfa Romeo Monza   | 14    | + 3 min 21 s 4             | 10     |
| 9    | 34 | Hellé Nice                | Privée | Alfa Romeo Monza   | 12    | + 2 tours                  | 6      |
| Abd. | 20 | Stanisław Czaykowski      | Privé  | Bugatti Type 54    | 8     | Accident mortel            | 4      |
| Abd. | 38 | Carlo Pellegrini          | Privé  | Alfa Romeo Monza   | 6     | + 1 tour                   | 7      |

## Pole position et record du tour
- 1re manche :
  - Pole position :  Carlo Felice Trossi (Duesenberg) par tirage au sort
  - Meilleur tour en course :  Guy Moll (Alfa Romeo) en 1 min 22 s 4 (196,6 km/h).
- 2e manche :
  - Pole position :  Giuseppe Campari (Alfa Romeo) par tirage au sort
  - Meilleur tour en course :  Renato Balestrero (Alfa Romeo) en 1 min 31 s 4 (177,2 km/h).
- 3e manche :
  - Pole position :  Pietro Ghersi (Alfa Romeo) par tirage au sort
  - Meilleur tour en course :  Pietro Ghersi (Alfa Romeo) en 1 min 25 s 0 (190,6 km/h).
- Manche finale :
  - Pole position :  Whitney Straight (Maserati) par numéro de voiture
  - Meilleur tour en course :  Pietro Ghersi (Alfa Romeo) en 1 min 26 s 2 (187,9 km/h).